# Noaea
Noaea là chi thực vật có hoa trong họ Amaranthaceae.